# Piet van Reenen
Petrus "Piet" van Reenen (ur. 17 stycznia 1909 w Utrechcie, zm. 8 czerwca 1969 tamże) – holenderski piłkarz grający na pozycji napastnika, reprezentant kraju. 

## Kariera piłkarska

### UVV Utrecht
Piet van Reenen karierę piłkarską rozpoczął w 1926 roku w UVV Utrecht, w barwach którego zadebiutował 3 października 1926 roku w przegranym 4:2 meczu wyjazdowym z FC Hilversum, zastępując w drugiej połowie Kana i od tego momentu stał się podstawowym zawodnikiem klubu. Natomiast dwa pierwsze gole zdobył 17 października 1926 roku w wygranym 2:0 meczu domowym z VOC Rotterdam. Z klubu odszedł po spadku z Eerste Klasse West-I w sezonie 1928/1929 (van Reenen często zmagał się z kontuzjami). Łącznie rozegrał 37 meczów ligowych, w których zdobył 30 goli.

### Ajax Amsterdam

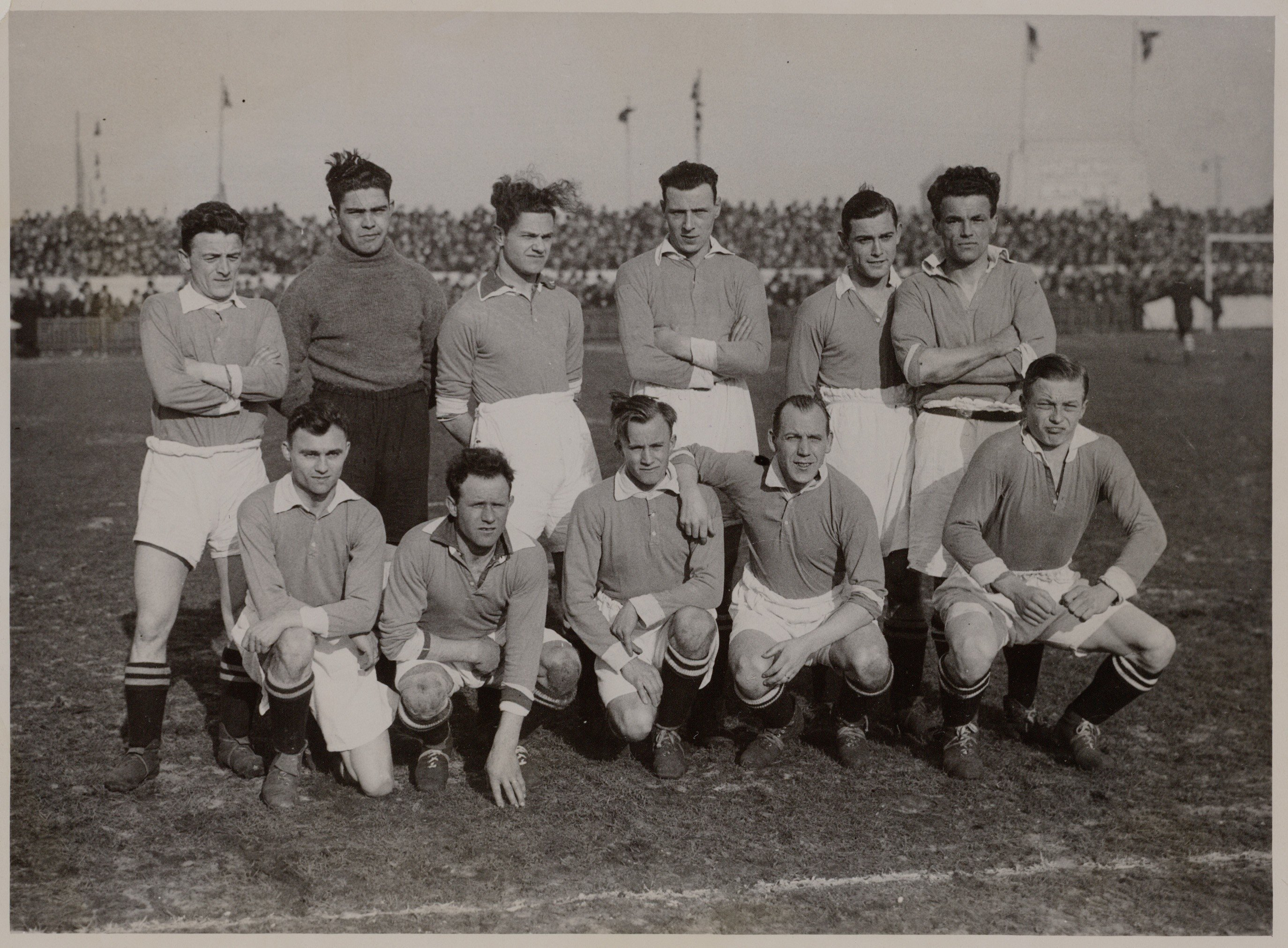
Piet van Reenen (pierwszy z prawej w dolnym rzędzie) w barwach Ajaxu Amsterdam, 2 marca 1930 roku.

Następnie van Reenen został zawodnikiem Ajaxu Amsterdam, w którym debiut zaliczył 15 września 1929 roku w zremisowanym 1:1 meczu domowym z DFC i od razu stał się podstawowym zawodnikiem klubu i odnosił największe sukcesy w karierze piłkarskiej: 5-krotne mistrzostwo (1931, 1932, 1934, 1937, 1939), dwukrotne wicemistrzostwo Holandii (1930, 1936), 3. miejsce mistrzostw Holandii w sezonie 1934/1935, 9-krotny król strzelców mistrzostw Holandii (1930–1938) oraz Puchar Holandii 1942/1943 po wygranym 3:2 w finale z DFC (van Reenen nie grał), rozegranym 27 czerwca 1943 roku na Stadionie Olimpijskim w Amsterdamie.
Jednak po sezonie 1937/1938 forma van Reenena uległa pogorszeniu, a po sezonie 1939/1940 po raz pierwszy ogłosił zakończenie kariery piłkarskiej, ale po kilku miesiącach postanowił wznowić karierę piłkarską, jednak już nie był tak ważnym zawodnikiem klubu i sporadycznie pojawiał się na boisku.
Ostatni mecz w karierze piłkarskiej rozegrał 18 października 1942 roku w meczu derbowym z Blauw-Wit Amsterdam, który zakończył się zwycięstwem drużyny gospodarzy 2:0.
Łącznie w klubie rozegrał 242 mecze (177 meczów fazy zasadniczej oraz 61 meczów fazy play-off mistrzostw Holandii, 4 mecze Pucharu Holandii), w których zdobył 283 gole (214 goli fazy zasadniczej oraz 64 gole fazy play-off mistrzostw Holandii, 5 goli Pucharu Holandii), co czyni go najlepszym strzelcem w historii klubu, a także dzięki swojej skuteczności zyskał pseudonim Goaltjes-Piet (pl. Skuteczny Piet).
Łącznie w meczach mistrzowskich rozegrał 268 meczów, w których zdobył 308 goli, dzięki czemu został pierwszym zawodnikiem, który w najwyższej klasie rozgrywkowej w Holandii zdobył powyżej 300 goli.

## Kariera reprezentacyjna

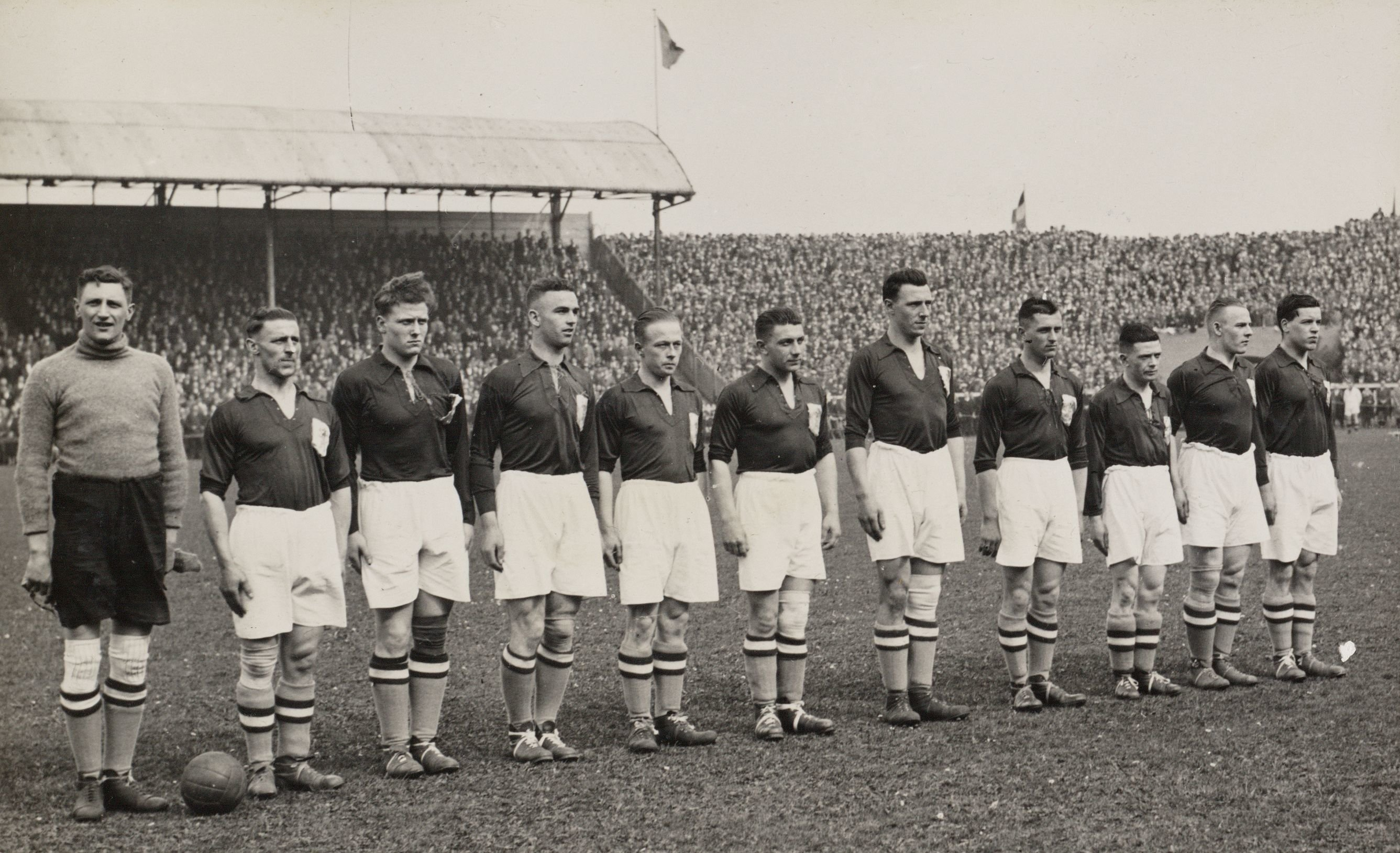
Piet van Reenen (trzeci z prawej) w meczu z reprezentacją Belgii na Bosuilstadion w Antwerpii (3:1), 9 kwietnia 1933 roku.

Piet van Reenen mimo wielkiego talentu i sporych osiągnięć w krajowych rozgrywkach, w reprezentacji Holandii (wówczas o sile ataku stanowili Jan van den Broek, Wim Lagendaal oraz Bep Bakhuys) z powodu trudnego charakteru oraz trudnych relacji z selekcjonerem Bobem Glendenningiem, z którym nie mógł się dogadać w sprawie taktyki oraz stylu gry, rozegrał zaledwie 2 mecze: debiut zaliczył 8 czerwca 1930 roku na Üllői úti stadion w Budapeszcie, w którym drużyna Pomarańczowych przegrała 6:2 w meczu towarzyskim z reprezentacją Węgier.
Jednak tuż po zakończeniu meczu popadł konflikt z władzami KNVB (Holenderski Związek Piłki Nożnej), w wyniku czego następny mecz w barwach drużyny Pomarańczowych van Reenen rozegrał dopiero 9 kwietnia 1933 roku na Bosuilstadion w Antwerpii, w którym drużyna Pomarańczowych wygrała 3:1 meczu towarzyskim z reprezentacją Belgii.

## Statystyki

### Reprezentacyjne
| Reprezentacja | Rok     | Mecze | Gole |
| ------------- | ------- | ----- | ---- |
| Holandia      | 1930    | 1     | 0    |
| Holandia      | 1933    | 1     | 0    |
| Łącznie       | Łącznie | 2     | 0    |

| Mecze w reprezentacji | Mecze w reprezentacji | Mecze w reprezentacji        | Mecze w reprezentacji | Mecze w reprezentacji | Mecze w reprezentacji | Mecze w reprezentacji |
| Lp.                   | Data                  | Stadion                      | Przeciwnik            | Wynik                 | Rozgrywki             | Przypis               |
| --------------------- | --------------------- | ---------------------------- | --------------------- | --------------------- | --------------------- | --------------------- |
| 1.                    | 08.06.1930            | Üllői úti stadion, Budapeszt | Węgry                 | 2:6                   | Mecz towarzyski       | [ 3 ]                 |
| 2.                    | 09.04.1933            | Bosuilstadion, Antwerpia     | Belgia                | 3:1                   | Mecz towarzyski       | [ 4 ]                 |

## Sukcesy

### Zawodnicze
- Mistrzostwo Holandii: 1931, 1932, 1934, 1937, 1939
- Wicemistrzostwo Holandii: 1930, 1936
- 3. miejsce mistrzostw Holandii: 1935
- Puchar Holandii: 1943

### Indywidualne
- Król strzelców mistrzostw Holandii: 1930, 1931, 1932, 1933, 1934, 1935, 1936, 1937, 1938

## Po zakończeniu kariery
Piet van Reenen w latach 1965–1967 był członkiem profesjonalnego komitetu piłkarskiego w Ajaxie Amsterdam.

## Śmierć
Piet van Reenen zmarł 8 czerwca 1969 roku w Utrechcie.

## Ciekawostka
- Piet van Reenen pracował także w przedsiębiorstwie tytoniowym British American Tobacco[2].